# Pieve di Sant'Ambrogio (Neviano degli Arduini)
La pieve di Sant'Ambrogio, nota anche come pieve di Bazzano, è un luogo di culto cattolico dalle forme romaniche e rinascimentali situato in via Pieve a Bazzano, frazione di Neviano degli Arduini, in provincia e diocesi di Parma; appartiene al gruppo delle pievi parmensi ed è sede di una parrocchia compresa nella zona pastorale della Montagna.

## Storia
L'originario luogo di culto fu innalzato già nel IV o V secolo, ma le più antiche testimonianze della sua esistenza risalgono soltanto al 921, quando la chiesa di Bagiano, dedicata a sant'Ambrogio, fu citata in due documenti relativi a una controversia che divise il Capitolo della Cattedrale di Parma e il giudice Boniprando, che si era impossessato di alcuni terreni donati al Capitolo dal vescovo Guibodo; la vertenza si risolse con un placito del conte Adalberto del contado di Parma, che obbligò Boniprando alla restituzione dei beni.
L'edificio fu nuovamente nominato l'11 giugno 1005, quando, nell'Ordo Archipresbiterorum Plebium voluto dal vescovo di Parma Sigefredo II, fu menzionato l'arciprete Viencio della pieve di Sant'Ambrogio, che fu probabilmente ricostruita all'epoca in forme romaniche.
L'importanza del luogo di culto crebbe nei secoli successivi e nel 1230, come testimoniato dal Capitulum seu Rotulus Decimarum della diocesi di Parma, il territorio amministrato si estendeva sulle due rive del torrente Enza, comprendendo sette cappelle del circondario: Vedriano, Roncaglio, Monchio delle Olle, Neviano degli Arduini, Compiano, Cerezzola e Castione de' Baratti; nel 1299 si aggiunse anche la cappella di Provazzano. La giurisdizione della chiesa, soggetta direttamente al vescovo di Parma, raggiunse la massima estensione nel 1354, quando la pieve controllava cinque canonicati, undici chiese, cinque benefici e quattro ospedali.
Tra il XVI e il XVII secolo la struttura fu profondamente trasformata in stile rinascimentale, con l'inversione dell'orientamento della chiesa e la conseguente riedificazione della facciata e della zona absidale. Nella seconda metà del XVII secolo furono inoltre ricostruiti i pilastri e sostituite le capriate lignee di copertura con le volte a crociera in muratura.
Nel XVIII secolo fu aggiunta a fianco della navata sinistra la prima cappella laterale.
Nel 1828 un decreto del papa Pio VII stabilì la nuova appartenenza delle pievi di Bazzano e Scurano alla diocesi di Reggio Emilia e il passaggio giurisdizionale delle sei cappelle in territorio parmense dipendenti da Sant'Ambrogio alla chiesa di Sant'Eufemia di Neviano degli Arduini; nel 1853 i due luoghi di culto tornarono definitivamente alla diocesi di Parma, in seguito al trattato di Firenze stipulato tra il ducato di Parma e Piacenza e il ducato di Modena e Reggio, approvato nel 1855 con una bolla del papa Pio IX.
Intorno alla metà del XIX secolo furono avviati importanti lavori di ristrutturazione dell'edificio; fu inizialmente abbassato il pavimento al livello originario, mentre tra il 1870 e il 1876 fu edificato il campanile sulla destra della facciata; tra il 1896 e il 1902 furono aggiunte le altre cappelle laterali, fu spostato il fonte battesimale nella prima cappella a sinistra, fu prolungata l'abside centrale, furono rifatti i pavimenti, fu aperto il rosone al centro della facciata e fu costruita la recinzione attorno al sagrato.
I lavori proseguirono anche agli inizi del XX secolo: nel 1902 fu aperto il rosone al centro della facciata e furono ricollocati i tre portali d'ingresso; tra il 1905 e il 1913 furono ricostruite le coperture, furono decorati gli interni e furono edificate la nuova sagrestia e la canonica; il 7 settembre 1920 un devastante terremoto, che causò la distruzione di numerosi edifici nella zona, provocò vari danni anche alla chiesa, che fu conseguentemente ristrutturata. Inoltre, nel 1922 fu completata la cappella dei caduti sulla sinistra della facciata, mentre nel 1926 sulla destra fu eretto un piccolo corpo di fabbrica per collegare il campanile al tempio. In seguito, alcuni interventi di restauro furono eseguiti intorno alla metà del secolo.
Tra il 2001 e il 2003 la chiesa fu completamente restaurata e consolidata dal punto di vista strutturale; furono inoltre sostituiti i pavimenti in marmo con altri in cotto, furono realizzati gli impianti di riscaldamento e fu risistemata l'area del sagrato. Ciò tuttavia non bastò per proteggerla dai danni del terremoto del 23 dicembre 2008, che causò profonde lesioni all'edificio; l'anno seguente furono avviati altri interventi di consolidamento, completati nel 2013. Nel 2018 furono eseguiti alcuni scavi archeologici all'interno della pieve, per riportare alla luce l'impianto medievale; nell'occasione, fu parzialmente rifatta la pavimentazione interna ed esterna.

## Descrizione

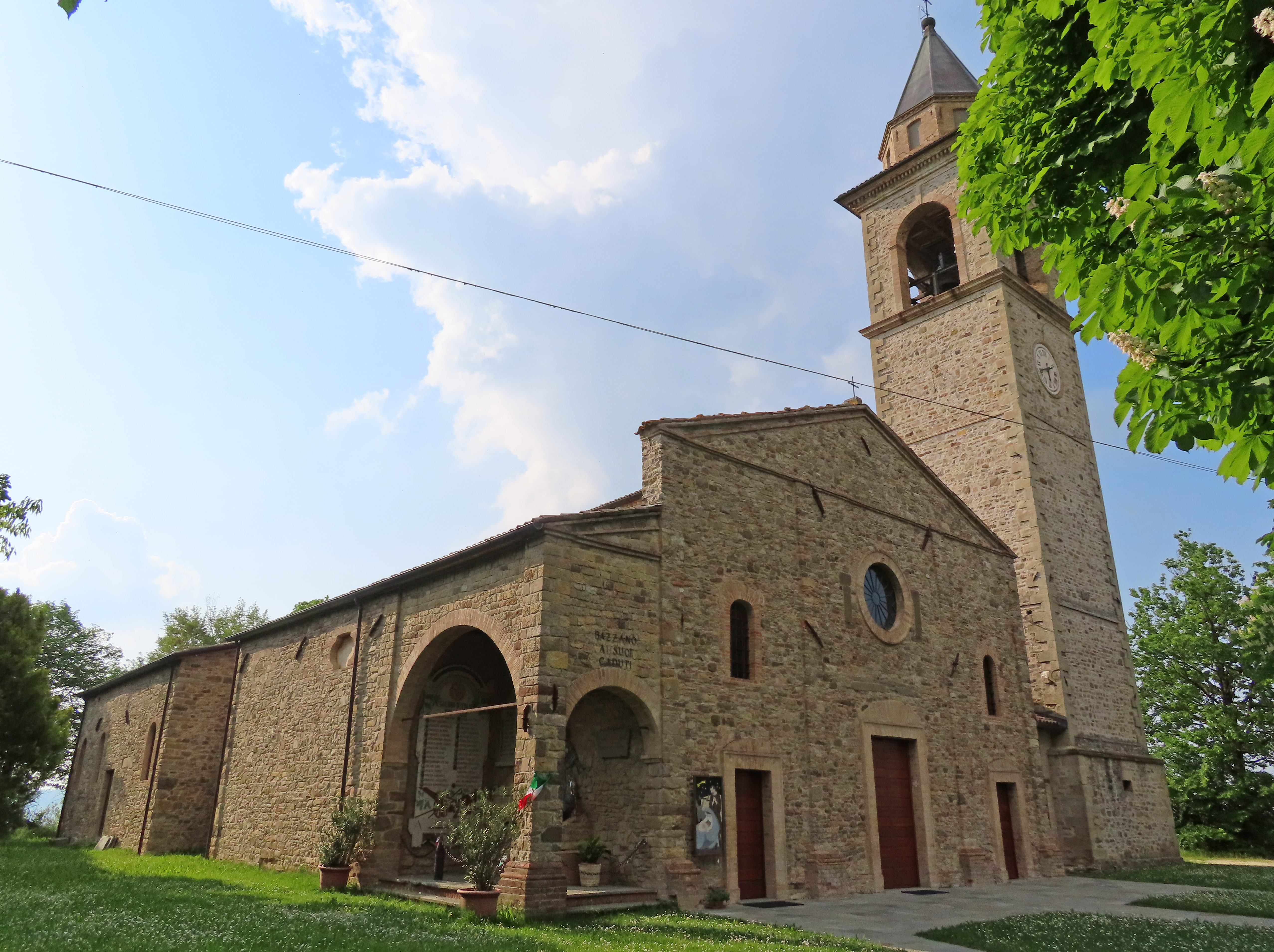
Facciata e lato sud

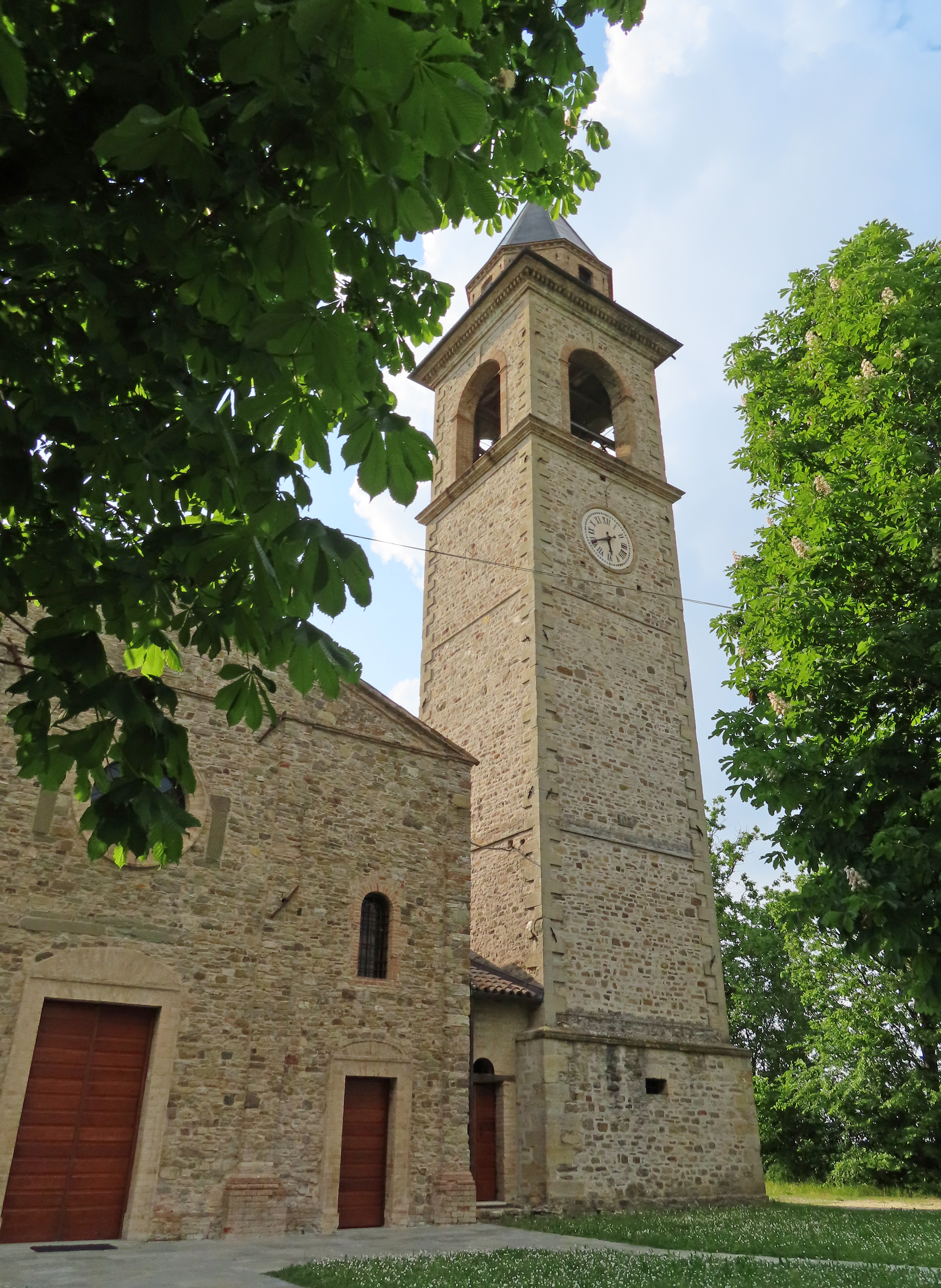
Campanile

La pieve si sviluppa su un impianto a tre navate affiancate da cappelle laterali, con ingresso a est e presbiterio absidato a ovest.
La facciata, interamente rivestita in conci irregolari di pietre come il resto dell'edificio, è tripartita nella simmetrica parte centrale da quattro lesene in lieve aggetto, a sostegno del grande frontone triangolare di coronamento; nel mezzo è collocato il portale d'accesso principale, delimitato da una cornice con archivolto in mattoni; superiormente si apre un grande rosone; ai lati sono posti i due accessi secondari, anch'essi incorniciati, sovrastati da monofore ad arco a tutto sesto. In corrispondenza dello spigolo sinistro si apre, in continuità con le cappelle laterali interne, la novecentesca loggia dei caduti, mentre sull'altro lato si innalza l'ottocentesco campanile, con spigoli in bugnato. La torre, scandita da una serie di fasce marcapiano, presenta anteriormente un grande orologio; la cella campanaria si affaccia sulle quattro fronti attraverso ampie aperture a tutto sesto; a coronamento si eleva nel mezzo una lanterna a pianta ottagonale, sormontata da una guglia.

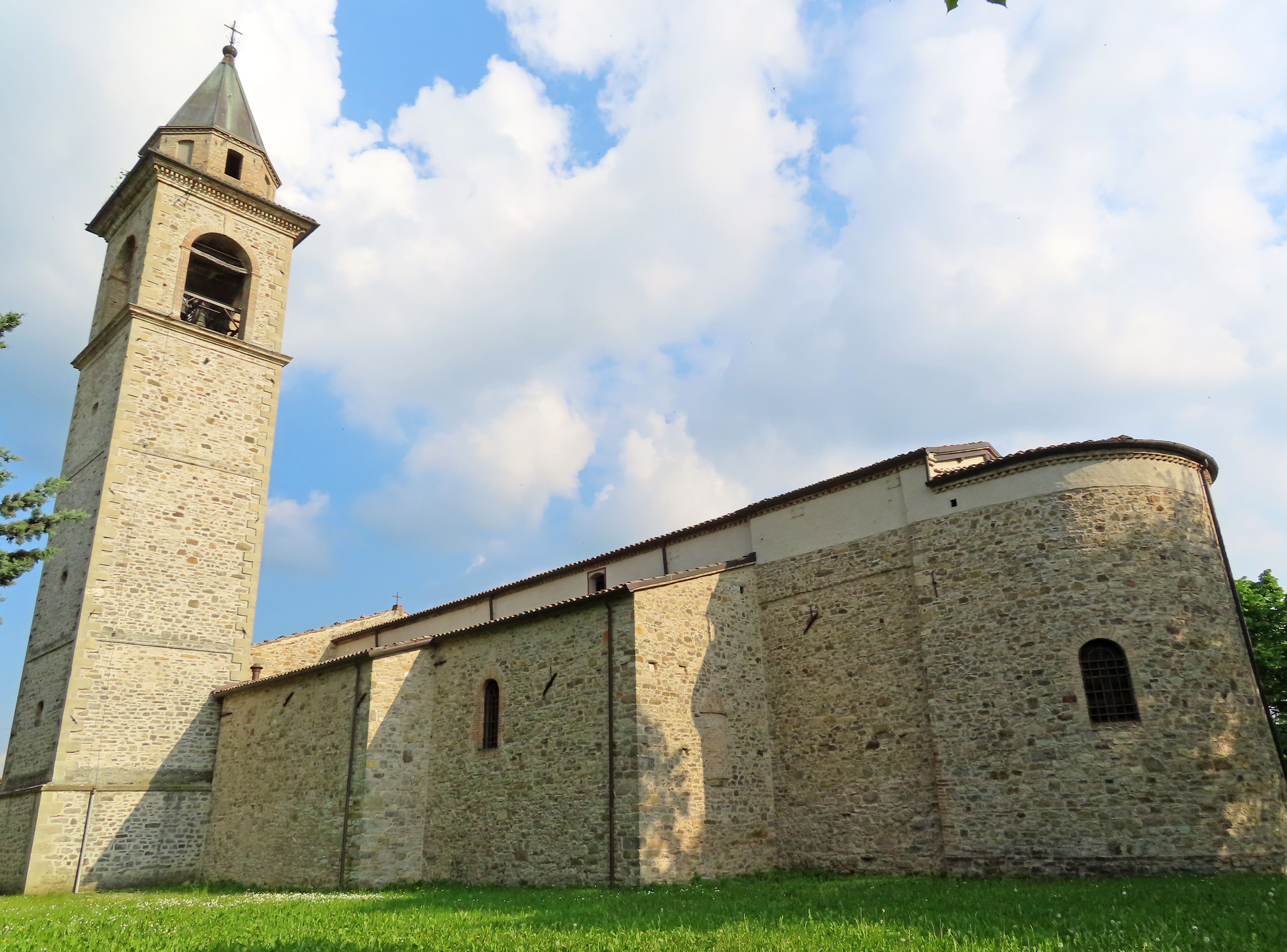
Zona absidale e lato nord

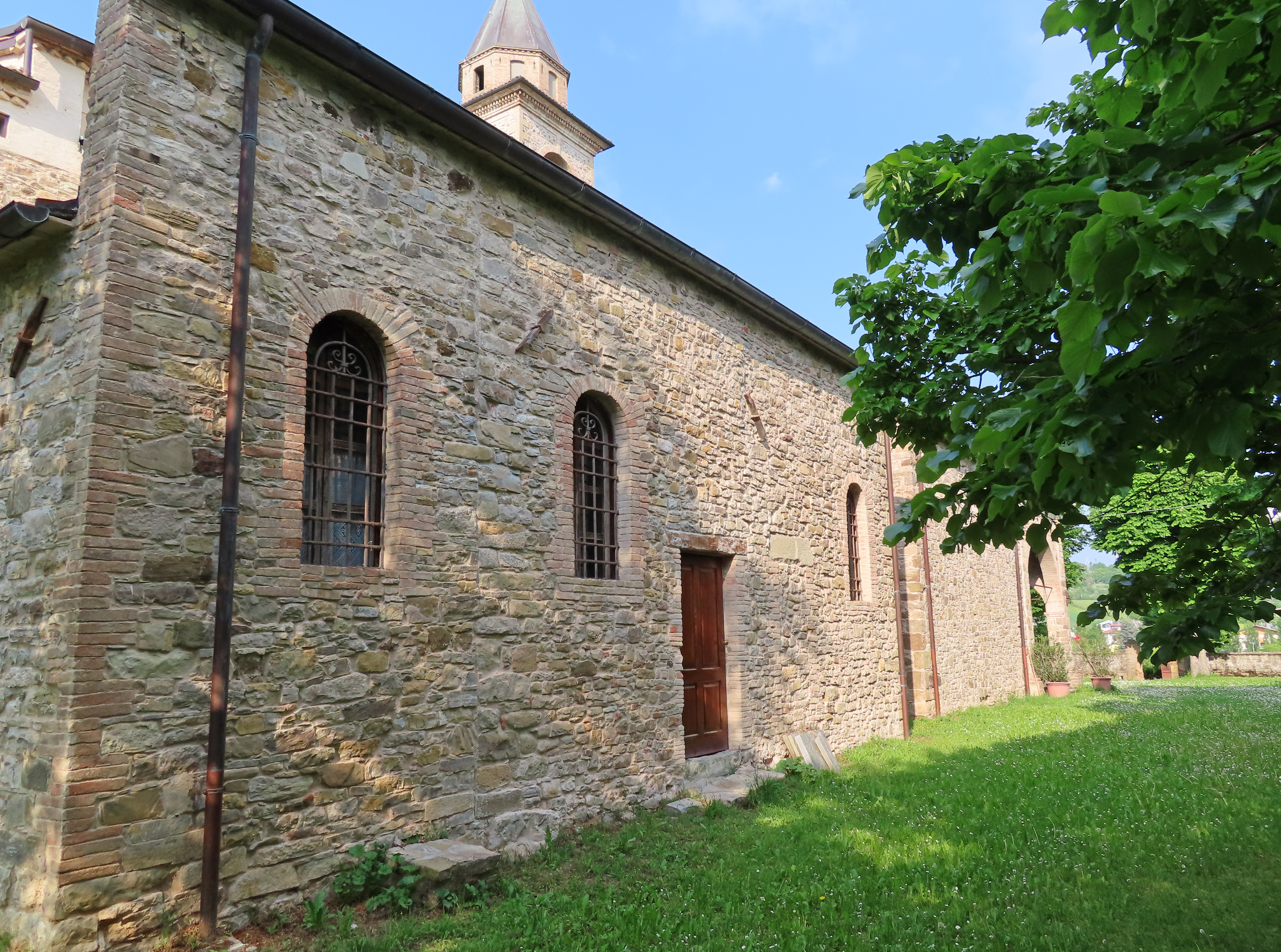
Lato sud

Dai fianchi aggettano i volumi delle cappelle laterali e, sulla sinistra, della sagrestia; sul retro si allunga il presbiterio absidato.
All'interno la navata centrale, coperta da una volta a botte lunettata intonacata e ornata nel mezzo con stucchi, è suddivisa dalle laterali, coronate da volte a crociera, attraverso una serie di arcate a tutto sesto, rette da pilastri quadrati sormontati da capitelli dorici; ai lati si aprono attraverso ampie arcate a tutto sesto delimitate da lesene doriche le cappelle laterali, coperte da volte a botte.
Il lungo presbiterio, lievemente sopraelevato, è chiuso superiormente da una volta a botte lunettata in continuità con la navata centrale; al centro è collocato l'altare maggiore a mensa in pietra serena, aggiunto nel 2003; ai lati sono appesi i dipinti raffiguranti il Crocifisso coi santi Lucia, Rocco e Giovanni Battista, eseguito nella seconda metà del XVII secolo, e la Madonna col Bambino e i santi Domenico e Antonio abate, ornata sul contorno coi Misteri del Rosario del 1612; sul fondo l'abside è coperta dal catino a semi-cupola.
La chiesa conserva alcune opere di pregio, tra cui gli altari settecenteschi con ancone delle due cappelle ai lati del presbiterio, una croce processionale con rocaille del 1750 e una credenza risalente alla metà del XVIII secolo. La prima cappella a sinistra, di origine settecentesca, è adibita a battistero fin dagli inizi del XX secolo e ospita l'antico fonte battesimale.

### Fonte battesimale
Il fonte battesimale costituisce il reperto più antico conservato nella pieve; secondo vari storici potrebbe risalire al VII o all'VIII secolo, anche se alcune scelte iconografiche dei bassorilievi fanno pensare a una datazione più tarda, intorno al X o all'XI secolo.
L'oggetto, costituito da un blocco monolitico in pietra calcarea a pianta ottagonale poggiante su un basamento in laterizio, presenta una cavità interna di forma troncoconica, ove durante i restauri del 2001 furono rinvenute le tracce del cemento utilizzato per stabilizzare l'acquasantiera metallica ivi collocata fino agli inizi del XX secolo.
La forma ottagonale, tipica di numerosi fonti medievali, è simbolicamente connessa a due diversi significati: in riferimento agli otto giorni che intercorsero tra l'ingresso di Gesù Cristo a Gerusalemme e la sua resurrezione, allude alla nascita cristiana propria del battesimo; in riferimento alla geometria dell'ottagono, simboleggia l'universo, unione di Terra (quadrato) e Cielo (cerchio).
Le otto facce sono suddivise da altrettante colonne angolari poggianti su alti basamenti, coronate da capitelli ornati con foglie d'acanto che sostengono arcate a sesto ribassato riccamente decorate con motivi vegetali; le edicole contengono le raffigurazioni della Vergine Annunciata, di San Giovanni Battista, di Cristo, di Due colombe che si abbeverano in un'ampolla, dell'Angelo Annunciante, dell'Agnus Dei, di un Diacono e di un Leone rampante con un cartiglio tra le fauci. Il bassorilievo di maggior importanza, sottolineata dalla presenza di scanalature nelle due colonne adiacenti, è quello che riproduce san Giovanni Battista.
Le figure non trovano unanimi interpretazioni. Secondo un'ipotesi, simboleggerebbero la Vergine, san Matteo, il Cristo, il battesimo, l'Annunciazione, l'Agnello di Dio, un catecumeno e il leone di san Marco. Secondo un'altra teoria, le edicole sarebbero disposte in modo tale da completarsi con quelle contrapposte: la Madonna con l'angelo dell'Annunciazione, san Giovanni Battista con l'Agnello di Dio, Gesù benedicente col catecumeno in attesa del battesimo e le colombe che bevono sull'Albero della Vita con la manticora rampante, simbolo del diavolo.

### Loggia dei caduti

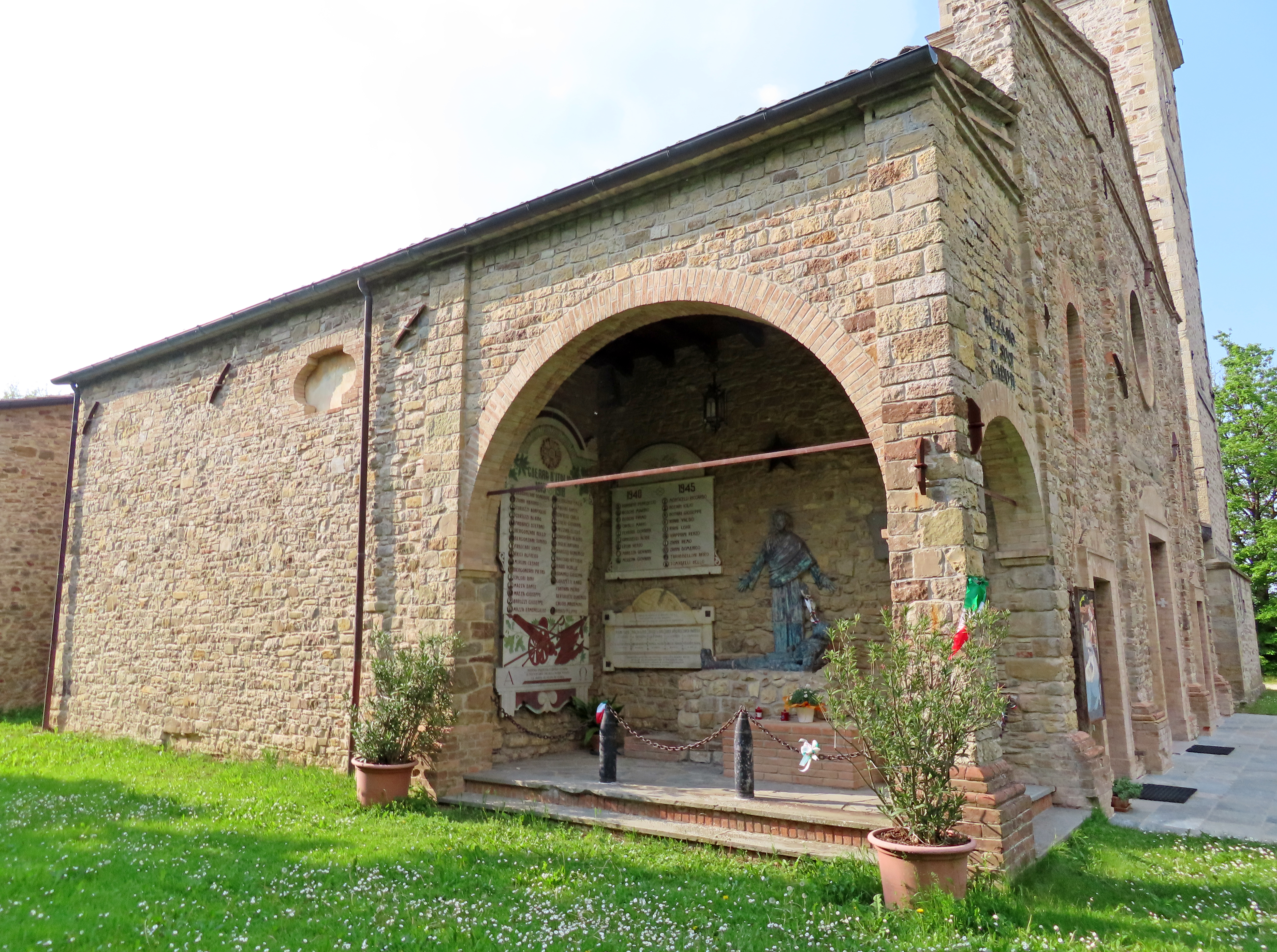
Loggia dei caduti

La loggia aperta con due ampie arcate a tutto sesto nello spigolo sud-orientale della chiesa contiene un monumento ai caduti raffigurante Cristo redentore con fante morente, in terracotta a effetto bronzeo, e tre lapidi marmoree, realizzate da Umberto Fontana, commemorative dei defunti bazzanesi durante la prima guerra mondiale, in seguito allo scoppio di un ordigno nel 1921 e nel corso della seconda guerra mondiale.
Il complesso fu solennemente inaugurato il 4 novembre 1922 e modificato nel 1950 con l'aggiunta della scultura in cotto e della lastra celebrativa dei caduti della seconda guerra.